# Cheilolejeunea renneri
Cheilolejeunea renneri là một loài Rêu trong họ Lejeuneaceae. Loài này được (G. Hoffm.) X.-L. He mô tả khoa học đầu tiên năm 1996.